# Карл Юный
Карл Юный (фр. Charles le Jeune, 772—4 декабря 811) — король франков в 800—811 годах.

## Биография
Карл был вторым сыном Карла Великого и первым сыном от его второй (согласно источникам, первой или третьей) жены Хильдегарды из Винцгау. После того как Карл Великий поделил империю между своими сыновьями, Карл Юный в 800 году получил титул короля франков. Он был увенчан короной в Риме 25 декабря 800 года, в тот самый день, когда его отец был увенчан императорской короной. До этого (с 790 года) он управлял графством Мэн. Его старший брат (от первой жены Карла Великого) Пипин Горбатый был лишён наследства, а его младшие братья Карломан (под именем Пипин) и Людовик Благочестивый получили соответственно Италию и Аквитанию.
В 789 году отец предложил Карлу Юному жениться на Эльфледе, дочери короля Мерсии Оффы. Оффа настаивал, что это может произойти, только если дочь Карла Великого выйдет замуж за сына Оффы Экгфрита. Карл обиделся на это и закрыл порты для английских торговцев. Позже порты были вновь открыты, торговые отношения восстановлены, а через несколько лет, в 796 году, Карл Великий и Оффа заключили первый известный в истории Англии торговый договор.
Карл Юный скончался в Баварии 4 декабря 811 года.